# Королевский семейный орден короля Карла III
Королевский семейный орден короля Карла III (англ. Royal Family Order of King Charles III) — орден, присуждаемый королём Карлом III в знак личного уважения женщинам — членам королевской семьи. Этот орден не является публичным, дамы надевают знак ордена на государственные банкеты и другие официальные мероприятия, требующие ношения наград и отличий.
В ордене, на овальном медальоне, представлен портрет авторства Элизабет Мик по фотографии Хьюго Бернана, написанный маслом на полимине. Он прикреплён к бледно-голубой ленте. Впервые его надела королева Камилла на государственном банкете в честь императора Японии 25 июня 2024 года. По состоянию на июнь 2024 года она была единственным человеком, публично носившим эту награду. Впоследствии орден получили ещё несколько представительниц британской королевской семьи.

## Внешний вид
На аверсе Королевского семейного ордена изображен король в парадном повседневном мундире адмирала флота Королевского флота с воротником ордена Подвязки, Королевской Викторианской цепью, широкой лентой Королевского Викторианского ордена, нагрудными знаками ордена Бани и ордена Заслуг и медалями. Медальон окаймлён бриллиантами и увенчан тюдоровской короной с бриллиантами и оправой из жёлтого золота. На реверсе изображён золотой вензель короля. Муаровая лента бледно-голубого цвета сложена в форме банта, изготовленного Филипом Трейси, причём цвет ленты основан на цвете ленты семейного ордена Георга V.
Его носят приколотым к платью награждённого на левом плече.

## Список дам ордена

#### Дамы первого класса
- Камилла, королева Великобритании (родилась в 1947) — вторая супруга короля Карла III[3]
- Кэтрин, принцесса Уэльская (родилась в 1982) — супруга Уильяма, принца Уэльского, сына короля Карла III[4]
- Анна, королевская принцесса (родилась в 1950) — единственная сестра короля Карла III[5]
- Софи, герцогиня Эдинбургская (родилась в 1965) — супруга принца Эдварда, герцога Эдинбургского, младшего брата короля Карла III[5]
- Биргитта, герцогиня Глостерская (родилась в 1946) — супруга принца Ричарда, герцога Глостерского, двоюродного дяди короля Карла III